# Korjausliike
Korjausliike (2017–2021: finnisch Sininen tulevaisuus, schwedisch Blå framtid, d. h. Blaue Zukunft; 2021–2022: finnisch Siniset) war eine politische Partei in Finnland. Sie entstand im Juni 2017 als vergleichsweise gemäßigte Abspaltung der rechtspopulistischen Basisfinnen.
Ihr gehörten bis 2019 18 Abgeordnete im finnischen Parlament an. Die Partei stellte fünf Minister im Kabinett Sipilä, darunter eine Frau. Bei der Parlamentswahl in Finnland 2019 erreichte die Partei lediglich 1 Prozent der Stimmen und ist seitdem nicht mehr im Parlament vertreten.

## Ideologie
Die Blaue Zukunft strebt nach einer Gesellschaft, in der die Menschen zum Arbeiten ermutigt sind und in der Hilfe erhält, wer der Hilfe bedarf. Die Partei werde Familie und Menschenrechte respektieren und lehne Gewalt und Hass gegen andere Menschen ab. Der Name „Blaue Zukunft“ solle für Stabilität, Frieden, Reformen, Effektivität und Patriotismus stehen.

## Geschichte

### Rechtsruck der Basisfinnen
Im März 2017 verkündete der Parteivorsitzende der Basisfinnen, Timo Soini, dass er bei der kommenden Wahl zum Parteivorsitzenden auf eine Kandidatur verzichte. Kurz darauf erklärte der ehemalige Europaabgeordnete Sampo Terho sein Interesse am Amt. Bei der Wahl unterlag er jedoch Jussi Halla-aho, ebenfalls Europaabgeordneter, der in der Vergangenheit wegen islamfeindlicher Beiträge auf seinem Blog negativ aufgefallen war und 2012 vom Obersten Gerichtshof in Helsinki wegen Religionsfriedensbruchs und Hetzrede zu einer Geldstrafe verurteilt worden war. Nach der Wahl erklärte der finnische Ministerpräsident Juha Sipilä, dass er sich nach dem starken Rechtsruck der Partei keine Koalition mehr mit den Basisfinnen vorstellen könne, und drohte, diese aufzukündigen. Um die Regierungskoalition nicht scheitern zu lassen, gaben 20 von 38 Parlamentsabgeordneten, darunter alle Kabinettsmitglieder, am 13. Juni 2017 die Gründung einer neuen Parlamentsfraktion namens Neue Alternative bekannt.

### Blaue Zukunft
Am 19. Juni 2017 rief Sampo Terho dazu auf, ausgehend von der Parlamentsfraktion Neue Alternative die Partei „Blaue Zukunft“ zu gründen. Am 15. November 2017 wurde sie offiziell als Partei registriert.
Wahlumfragen von Yle/Taloustutkimus haben den Rückhalt seit der Neugründung durchgehend auf lediglich 0,5 bis 2,5 Prozent beziffert. Bei der Parlamentswahl 2019 erreichte die Partei dementsprechend auch lediglich 1 Prozent der Stimmen und verpasste damit den Einzug in das Parlament.

## Parteivorsitzende
- Sampo Terho (seit 2017)

## Wahlergebnisse

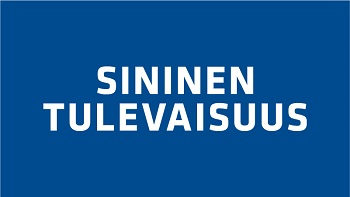
Logo 2017–2021

### Parlamentswahlen
| Jahr | Mandate | Stimmen | %      |
| ---- | ------- | ------- | ------ |
| 2019 | 0       | 29.959  | 1,0 %  |
| 2023 | 0       | 1.362   | 0,04 % |

### Europawahlen
| Jahr | Mandate | Stimmen | %     |
| ---- | ------- | ------- | ----- |
| 2019 | 0       | 6.043   | 0,3 % |